# Saint-Martin-de-l'Arçon
Saint-Martin-de-l'Arçon è un comune francese di 137 abitanti situato nel dipartimento dell'Hérault nella regione dell'Occitania.

## Società

### Evoluzione demografica
Abitanti censiti